# Organisatie van Oost-Caribische Staten
De Organisatie van Oost-Caribische Staten is een intergouvernementele organisatie waar zeven kleine eilandstaten in de Oostelijke Caraïben lid van zijn.
De organisatie werd in 1981 bij het Verdrag van Basseterre opgericht om de (economische) ontwikkeling van de lidstaten te bevorderen.

## Doelstellingen
Het Verdrag van Basseterre vermeldt volgende doelstellingen:
- Samenwerking,
- Eenheid, solidariteit en verdediging van soevereiniteit, territoriale integriteit en onafhankelijkheid,
- Ondersteuning bij het vervullen van internationale verplichtingen,
- Voor zover mogelijk een gezamenlijk internationaal beleid voeren,
- Economische integratie promoten,
- Deze doelstellingen nastreven middels debat, overeenkomst en gezamenlijke actie.

## Lid- en geassocieerde staten
Alle leden van de organisatie zijn eveneens lid van de Caricom.
Op Montserrat na zijn ze ook allen lid van het Regionaal Veiligheidssysteem voor wat hun gezamenlijke defensie betreft.
Zes onder hen zijn voormalige Britse kolonies.
Drie andere zijn nog steeds Britse overzeese gebieden, waaronder de twee geassocieerde leden.
Acht van de negen leden zijn koninkrijken met de Britse vorst als staatshoofd.
| - Antigua en Barbuda (stichtend lid) - Dominica (stichtend lid) - Grenada (stichtend lid) - Montserrat (stichtend lid) - Saint Lucia (stichtend lid) - Saint Kitts en Nevis (stichtend lid) - Saint Vincent en de Grenadines (stichtend lid) | - Anguilla (sinds 1995) - Britse Maagdeneilanden (sinds 1984) - Amerikaanse Maagdeneilanden (aanvraag in 1990) - Sint Maarten (gesprekken sinds 2001) - Venezuela (aanvraag in 2008) |

## Instellingen

### Secretariaat

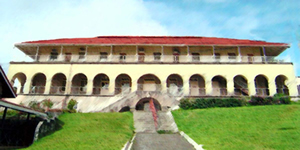
Het OOCS-secretariaat in Castries, Sint-Lucia.

De functies van de OOCS werden in het Verdrag van Basseterre bepaald en gecoördineerd door het secretariaat, dat wordt geleid door de Directeur-generaal.
Het bestaat uit vier divisies: externe relaties, functionele samenwerking, bedrijfsdienstverlening en economische zaken.

### Oost-Caribische Telecommunicatieautoriteit
De Oost-Caribische Telecommunicatieautoriteit, of ECTEL, reguleert en beheert de telecommunicatiesector in de deelnemende landen.

### Oost-Caribische Burgerluchtvaartautoriteit
De Burgerluchtvaartautoriteit, of ECCAA, ontstond uit het Directoraat Burgerluchtvaart dat in 1957 door het Verenigd Koninkrijk werd ingesteld.
In 1982 kwam dit directoraat onder controle van de OOCS en in 2002 besloot de organisatie de ECCAA op te richten die het directoraat een jaar later verving.
De Burgerluchtvaartautoriteit reguleert sindsdien de veiligheid van de burgerluchtvaart in de lidstaten van de OOCS in overeenstemming met de internationale standaarden.

### Oost-Caribische Centrale Bank
De Centrale Bank overziet het financiën- en bankwezen van haar lidstaten.
Ze is ook verantwoordelijk voor de gezamenlijke munteenheid: de Oost-Caribische dollar.
Enkel de Britse Maagdeneilanden gebruiken deze munteenheid niet.

### Oost-Caribisch Hooggerechtshof
Het Hooggerechtshof werd in 1967 opgericht.
Rechtszaken kunnen hier behandeld worden als ze de justitie van een lidstaten overstijgen. In 2001 richtte de Caribische Gemeenschap het Caribisch Hof van Justitie dat hoger staat.